# Musée Rockefeller
Le musée Rockefeller est un musée d'histoire situé face aux murailles de la vieille ville de Jérusalem, et abrite de nombreux vestiges découverts en Israël et en Palestine et plus particulièrement à Jérusalem.

## Histoire de l’édifice
Le musée Rockefeller est construit grâce aux dons du mécène américain John-David Rockefeller Jr, qui lui donne son nom. Son édifice est considéré comme l'un des plus beaux de Jérusalem. L'architecte est le directeur des travaux publics du pouvoir mandataire britannique. La première pierre est posée le 19 juin 1930, et l'inauguration a lieu le 13 janvier 1938. Le musée devient alors le musée officiel du mandat britannique, et abrite en outre la section mandataire aux antiquités. À l'issue de la guerre d'Indépendance, il reste sur le territoire jordanien et est géré par un conseil scientifique. En 1967, à la suite de la guerre des Six Jours, le musée Rockefeller devient une branche du musée d'Israël.

## Le musée aujourd’hui
Le musée Rockefeller abrite aujourd'hui le bureau des antiquités pour la section de Jérusalem et une bibliothèque contenant de nombreux documents relatifs aux découvertes archéologiques en Palestine et en Israël de l'époque du mandat britannique à nos jours. Deux ateliers y sont ouverts : un spécialisé en céramique, le second dans le nettoyage des pièces de monnaie.
Les vestiges ont été trouvés dans différentes régions dont la Cisjordanie, Beït-Shéan, Lakish, Tell Beit Mirsim, Ashkelon, Gaza. Le musée abrite entre autres des vestiges de l'époque préhistorique, une collection de sceaux datant de l'époque du Premier Temple, des bijoux en or découverts à Tell el-Ajjul (l'antique Gaza) et à Bet Shemesh, des ustensiles d'ivoire de Megiddo et des manuscrits de Lakhish.